# フール・フォー・ユア・ラヴィング
『フール・フォー・ユア・ラヴィング』（原題：Ready an' Willing）は、ホワイトスネイクが1980年に発表したアルバム。スタジオ・アルバムとしては3作目。

## 解説
イアン・ペイス在籍時としては初のスタジオ・アルバム。バンドは本作で初めて、母国イギリスのアルバム・チャートでトップ10入りを果たした。アメリカでは、バンドにとって初のBillboard 200チャート・インを果たし、最高90位に達した。
収録曲「ブラインドマン」は、デイヴィッド・カヴァデールのソロ・アルバム『ホワイトスネイク』（1977年）収録曲のセルフ・カヴァー。「フール・フォー・ユア・ラヴィング」は、アルバム『スリップ・オブ・ザ・タング』（1989年）でセルフ・カヴァーされた（キーが異なるヴァージョン）。
なお、イアン・ペイスは本作のジャケット撮影に現れず、止む無くイアンに背格好の似た代役を手配し撮影、イアンの顔に差し替えて完成させている。

## 収録曲
1. フール・フォー・ユア・ラヴィング- Fool for Your Loving (David Coverdale, Micky Moody, Bernie Marsden) - 4:16
2. スウィート・トーカー- Sweet Talker (D. Coverdale, B. Marsden) - 3:37
3. レディ・アン・ウィリング- Ready an' Willing (D. Coverdale, M. Moody, Neil Murray, Jon Lord, Ian Paice) - 3:42
4. キャリー・ユア・ロード- Carry Your Load (D. Coverdale) - 4:05
5. ブラインドマン- Blindman (D. Coverdale) - 5:08
6. エイント・ゴナ・クライ・ノー・モア- Ain't Gonna Cry No More (D. Coverdale, M. Moody) - 5:50
7. ラヴ・マン- Love Man (D. Coverdale) - 5:02
8. ブラック・アンド・ブルー- Black and Blue (D. Coverdale, M. Moody) - 4:04
9. シーズ・ア・ウーマン- She's a Woman (D. Coverdale, B. Marsden) - 4:10

### 2006年リマスター盤ボーナス・トラック
1. ラヴ・フォー・セール- Love for Sale (D. Coverdale) - 3:03
2. ハート・オブ・ザ・シティ（レディング・フェスティヴァル・ライヴ） - Ain't No Love in the Heart of the City (live) (Michael Price, Dan Walsh) - 6:53
3. ミストゥリーテッド（レディング・フェスティヴァル・ライヴ） - Mistreated (Live) (D. Coverdale, Ritchie Blackmore) - 13:29
4. ラヴ・ハンター（レディング・フェスティヴァル・ライヴ） - Love Hunter (Live) (D. Coverdale, M. Moody, B. Marsden) - 5:54
5. ブレイクダウン（レディング・フェスティヴァル・ライヴ） - Breakdown (Live) (D. Coverdale, M. Moody) - 5:38

## シングル
本作からのシングルのチャート最高順位を示す。
| タイトル                         | イギリス | アメリカ |
| -------------------------------- | -------- | -------- |
| フール・フォー・ユア・ラヴィング | 13位     | 53位     |
| レディ・アン・ウィリング         | 43位     | -        |

## カヴァー
- フール・フォー・ユア・ラヴィング
  - ジョー・リン・ターナー - カヴァー・アルバム『Under Cover 2』（1999年）に収録。
  - ROCK'N ROLL STANDARD CLUB BAND - カヴァー・アルバム『Rock'n Roll Standard Club』（1996年）に収録。B'zの松本孝弘のソロプロジェクトの一環としてリリースされた作品。

## 参加ミュージシャン
- デイヴィッド・カヴァデール - ボーカル
- ミッキー・ムーディ - ギター
- バーニー・マースデン - ギター
- ジョン・ロード - キーボード
- ニール・マーレイ - ベース
- イアン・ペイス - ドラムス